# Alison Peasgood
Pour les articles homonymes, voir Patrick.
Alison Peasgood née Patrick le 1er octobre 1987 à Dunfermline est une triathlète handisport écossaise, triple championne d'Europe PT5 (2015, 2016), PTVI (2018) et double championne du monde de Paratriathlon PT5 (2014, 2016).

## Biographie
Alison Patrick a épousé le guide et entraîneur (frère du paratriathlète George Peasgood) Jack en octobre 2018,.

## Palmarès triathlon
Le tableau présente les résultats les plus significatifs (podium) obtenus sur le circuit international de paratriathlon depuis 2014,. 
| Année | Paratriathlon                               | Pays           | Position          | Temps           |
| ----- | ------------------------------------------- | -------------- | ----------------- | --------------- |
| 2022  | Coupe du monde - étape de Besançon PTVI     | France         | Médaille d'or     | 1 h 13 min 20 s |
| 2021  | Coupe du monde - étape de Besançon PTVI     | France         | Médaille d'or     | 1 h 14 min 19 s |
| 2019  | WTCS Milan PTVI                             | Italie         | Médaille d'or     | 1 h 7 min 37 s  |
| 2018  | Championnats d'Europe de paratriathlon PTVI | Estonie        | Médaille d'or     | 1 h 10 min 2 s  |
| 2018  | Coupe du monde - étape de Eton Dorney PTVI  | Royaume-Uni    | Médaille d'or     | 1 h 7 min 35 s  |
| 2018  | WTCS Iseo PTVI                              | Italie         | Médaille d'or     | 1 h 8 min 23 s  |
| 2017  | ITU Series PTVI - Étape de Yokohama         | Japon          | Médaille d'or     | 1 h 7 min 19 s  |
| 2016  | Jeux paralympiques de Rio PT5               | Brésil         | Médaille d'argent | 1 h 13 min 20 s |
| 2016  | ITU Series PT5 - Étape de Buffalo City      | Afrique du Sud | Médaille d'or     | 1 h 7 min 31 s  |
| 2016  | Championnats d'Europe de paratriathlon PT5  | Portugal       | Médaille d'or     | 1 h 10 min 18 s |
| 2016  | Championnats du monde de paratriathlon PT5  | Pays-Bas       | Médaille d'or     | 1 h 12 min 50 s |
| 2015  | Championnats d'Europe de paratriathlon PT5  | Suisse         | Médaille d'or     | 1 h 6 min 8 s   |
| 2015  | ITU Series PT5 - Étape de Besançon          | France         | Médaille d'or     | 1 h 12 min 7 s  |
| 2015  | ITU Series PT5 - Étape de Rio de Janeiro    | Brésil         | Médaille d'or     | 1 h 9 min 13 s  |
| 2015  | Championnats du monde de paratriathlon PT5  | États-Unis     | Médaille d'argent | 1 h 9 min 20 s  |
| 2014  | Championnats du monde de paratriathlon PT5  | Canada         | Médaille d'or     | 1 h 9 min 49 s  |